# Glyptoscelis squamulata
Glyptoscelis squamulata är en skalbaggsart som beskrevs av George Robert Crotch 1873. Glyptoscelis squamulata ingår i släktet Glyptoscelis och familjen bladbaggar. Inga underarter finns listade i Catalogue of Life.